# Omloop Het Nieuwsblad 2015
La 70.ª edición del Omloop Het Nieuwsblad tuvo lugar el 28 de febrero de 2015. Tuvo un recorrido de 200 km con inicio y final en la ciudad de Gante.
La carrera formó parte del UCI Europe Tour 2015, en categoría 1.HC.

## Equipos participantes
Tomaron parte en la carrera 23 equipos: 10 de categoría UCI WorldTeam; 13 de categoría Profesional Continental. Formando así un pelotón de 175 ciclistas de los que acabaron 98. Los equipos participantes fueron:
| WorldTeams (10)- AG2R La Mondiale - BMC Racing Team - Etixx-Quick Step - FDJ - Giant-Alpecin - IAM Cycling - Katusha - Lotto NL-Jumbo - Lotto-Soudal - Sky Equipos continentales profesionales (13)- Androni Giocattoli - Bora-Argon 18 - Bretagne-Séché Environnement - CCC Sprandi Polkowice - Cofidis, Solutions Crédits - Cult Energy - Europcar - MTN-Qhubeka - Nippo-Vini Fantini - Roompot - Southeast - Topsport Vlaanderen-Baloise - Wanty-Groupe Gobert |
| |

## Clasificaciones finales
- Las clasificaciones finalizaron de la siguiente forma:[2]

### Clasificación general
| \| Clasificación general \| Clasificación general \| Clasificación general \| Clasificación general \| Clasificación general \| \| Ciclista \| Ciclista \| Equipo \| Tiempo \| \| \| --------------------- \| --------------------- \| --------------------------- \| --------------------- \| --------------------- \| \| 1.º \| Ian Stannard \| Team Sky \| 4 h 58 min 42 s \| \| \| 2.º \| Niki Terpstra \| Etixx-Quick Step \| + 0 s \| \| \| 3.º \| Tom Boonen \| Etixx-Quick Step \| + 3 s \| \| \| 4.º \| Stijn Vandenbergh \| Etixx-Quick Step \| + 12 s \| \| \| 5.º \| Sep Vanmarcke \| LottoNL-Jumbo \| + 1 min 24 s \| \| \| 6.º \| Greg Van Avermaet \| BMC Racing Team \| + 1 min 24 s \| \| \| 7.º \| Zdeněk Štybar \| Etixx-Quick Step \| + 1 min 29 s \| \| \| 8.º \| Philippe Gilbert \| BMC Racing Team \| + 4 min 35 s \| \| \| 9.º \| Luke Rowe \| Team Sky \| + 4 min 55 s \| \| \| 10.º \| Arnaud Démare \| FDJ \| + 4 min 55 s \| \| \| 11.º \| Alexander Kristoff \| Katusha \| + 4 min 55 s \| \| \| 12.º \| Jens Debusschere \| Lotto-Soudal \| + 4 min 55 s \| \| \| 13.º \| Wesley Kreder \| Roompot \| + 4 min 55 s \| \| \| 14.º \| Edward Theuns \| Topsport Vlaanderen-Baloise \| + 4 min 55 s \| \| \| 15.º \| Marco Marcato \| Wanty-Groupe Gobert \| + 4 min 55 s \| \| \| 16.º \| Jesper Asselman \| Roompot \| + 4 min 55 s \| \| \| 17.º \| Angelo Tulik \| Team Europcar \| + 4 min 55 s \| \| \| 18.º \| Marcus Burghardt \| BMC Racing Team \| + 4 min 55 s \| \| \| 19.º \| Nikolas Maes \| Etixx-Quick Step \| + 4 min 55 s \| \| \| 20.º \| Pierpaolo De Negri \| Nippo-Vini Fantini \| + 4 min 55 s \| \| |                    |                             |                 |
| |                    |                             |                 |
| Fuentes: ProCyclingStats Cycling Archives |                    |                             |                 |
| Clasificación general |                    |                             |                 |
| Ciclista | Ciclista           | Equipo                      | Tiempo          |
| 1.º | Ian Stannard       | Team Sky                    | 4 h 58 min 42 s |
| 2.º | Niki Terpstra      | Etixx-Quick Step            | + 0 s           |
| 3.º | Tom Boonen         | Etixx-Quick Step            | + 3 s           |
| 4.º | Stijn Vandenbergh  | Etixx-Quick Step            | + 12 s          |
| 5.º | Sep Vanmarcke      | LottoNL-Jumbo               | + 1 min 24 s    |
| 6.º | Greg Van Avermaet  | BMC Racing Team             | + 1 min 24 s    |
| 7.º | Zdeněk Štybar      | Etixx-Quick Step            | + 1 min 29 s    |
| 8.º | Philippe Gilbert   | BMC Racing Team             | + 4 min 35 s    |
| 9.º | Luke Rowe          | Team Sky                    | + 4 min 55 s    |
| 10.º | Arnaud Démare      | FDJ                         | + 4 min 55 s    |
| 11.º | Alexander Kristoff | Katusha                     | + 4 min 55 s    |
| 12.º | Jens Debusschere   | Lotto-Soudal                | + 4 min 55 s    |
| 13.º | Wesley Kreder      | Roompot                     | + 4 min 55 s    |
| 14.º | Edward Theuns      | Topsport Vlaanderen-Baloise | + 4 min 55 s    |
| 15.º | Marco Marcato      | Wanty-Groupe Gobert         | + 4 min 55 s    |
| 16.º | Jesper Asselman    | Roompot                     | + 4 min 55 s    |
| 17.º | Angelo Tulik       | Team Europcar               | + 4 min 55 s    |
| 18.º | Marcus Burghardt   | BMC Racing Team             | + 4 min 55 s    |
| 19.º | Nikolas Maes       | Etixx-Quick Step            | + 4 min 55 s    |
| 20.º | Pierpaolo De Negri | Nippo-Vini Fantini          | + 4 min 55 s    |

## UCI Europe Tour
La carrera otorga puntos para el UCI Europe Tour 2015, solamente para corredores de equipos Profesional Continental y Equipos Continentales. La siguiente tabla corresponde al baremo de puntuación:
| Posición   | 1.º | 2.º | 3.º | 4.º | 5.º | 6.º | 7.º | 8.º | 9.º | 10.º | 11.º | 12.º | 13.º | 14.º | 15.º |
| Puntuación | 100 | 70  | 40  | 30  | 25  | 20  | 15  | 10  | 9   | 8    | 7    | 6    | 5    | 4    | 3    |

| Ciclista      | Equipo                      | Puntos |
| ------------- | --------------------------- | ------ |
| Wesley Kreder | Roompot                     | 5      |
| Edward Theuns | Topsport Vlaanderen-Baloise | 4      |
| Marco Marcato | Wanty-Groupe Gobert         | 3      |